# جامعة الرشيد الدولية الخاصة للعلوم والتكنولوجيا
هي جامعة سورية خاصة تقع بمنطة غباغب في محافظة درعا

## نشأتها
تأسست جامعة الرشيد الدولية الخاصة للعلوم و
التكنولوجيا بموجب المرسوم الجمهوري رقم 263 تاريخ
17/6/2007 
خططها الدراسية معتمدة ومصدقة من قبل وزارة التعليم العالي في الجمهورية العربية السورية

## الحرم الجامعي
شُّيدت الجامعة على أرض مساحتها 257.000م² وفق
أرقى المعايير المحلية و الدولية لبنيتها التحتية التي تضم
العديد من قاعات التدريس و المختبرات العلمية المجهزة
بأحدث الوسائل التعليمية و المدرجات و مكاتب أعضاء
الهيئة التدريسية و الهيئات الإدارية و المرافق و الخدمات
العامة و المكتبة و الملاعب.

## الدرجات العلمية التي تمنحها جامعة الرشيد الخاصة
تمنح جامعـة الرشيد الخاصة درجـة الإجــازة (بكالوريوس) لخريجيها في الاختصاصات العديدة المبينـة في فصل الكليات الجامعية، وتعد الدرجات العلمية التي تمنحها الجامعة معادلة حكماً للدرجات العلمية التي تمنحها الجامعات والمعاهد الحكومية في الجمهورية العربية السورية.

## الاعتمادية
جامعة الرشيد الدولية الخاصة للعلوم والتكنولوجيا مؤسسة تعليم عالي خاصة أنظمتها وخططها الدراسية معتمدة ومصدقة من قبل وزارة التعليم العالي في الجمهورية العربية السورية كذلك الأمر بالنسبة لشهادات تخرج الطلاب وبالتالي فاعتماديتها المحلية قائمة.

## الاتفاقيات و التعاون العلمي
وقعت جامعة الرشيد الدولية الخاصة للعلوم والتكنولوجيا مع جامعة دمشق اتفاق تعاون بهدف تعزيز وتطوير التعاون المشترك في مجالات البحث والتدريب والتطوير ونشر المعرفة وتبادل
المنشورات والوثائق العلمية وذلك بتاريخ 23 كانون الأول عام2014

## كلياتها
- كلية هندسة التكنولوجيا والمعلوماتية:
  - هندسة المعلوماتية
  - هندسة الاتصالات
  - هندسة الميكاترونكس
- كلية الهندسة المعمارية
- كلية الصيدلة.
- كلية علوم الإدارة
- كلية طب الأسنان
- كلية العلوم الطبية - قسم العلاج الفيزيائي
- كلية الحقوق
- كلية إدارة الأعمال